# Josef Ignaz Mildorfer
Josef Ignaz Mildorfer (* 13. Oktober 1719 in Innsbruck; † 8. Dezember 1775 in Leopoldstadt, heute ein Bezirksteil in Wien; auch Josef Ignaz Mülldorfer) war ein österreichischer Maler des 18. Jahrhunderts.

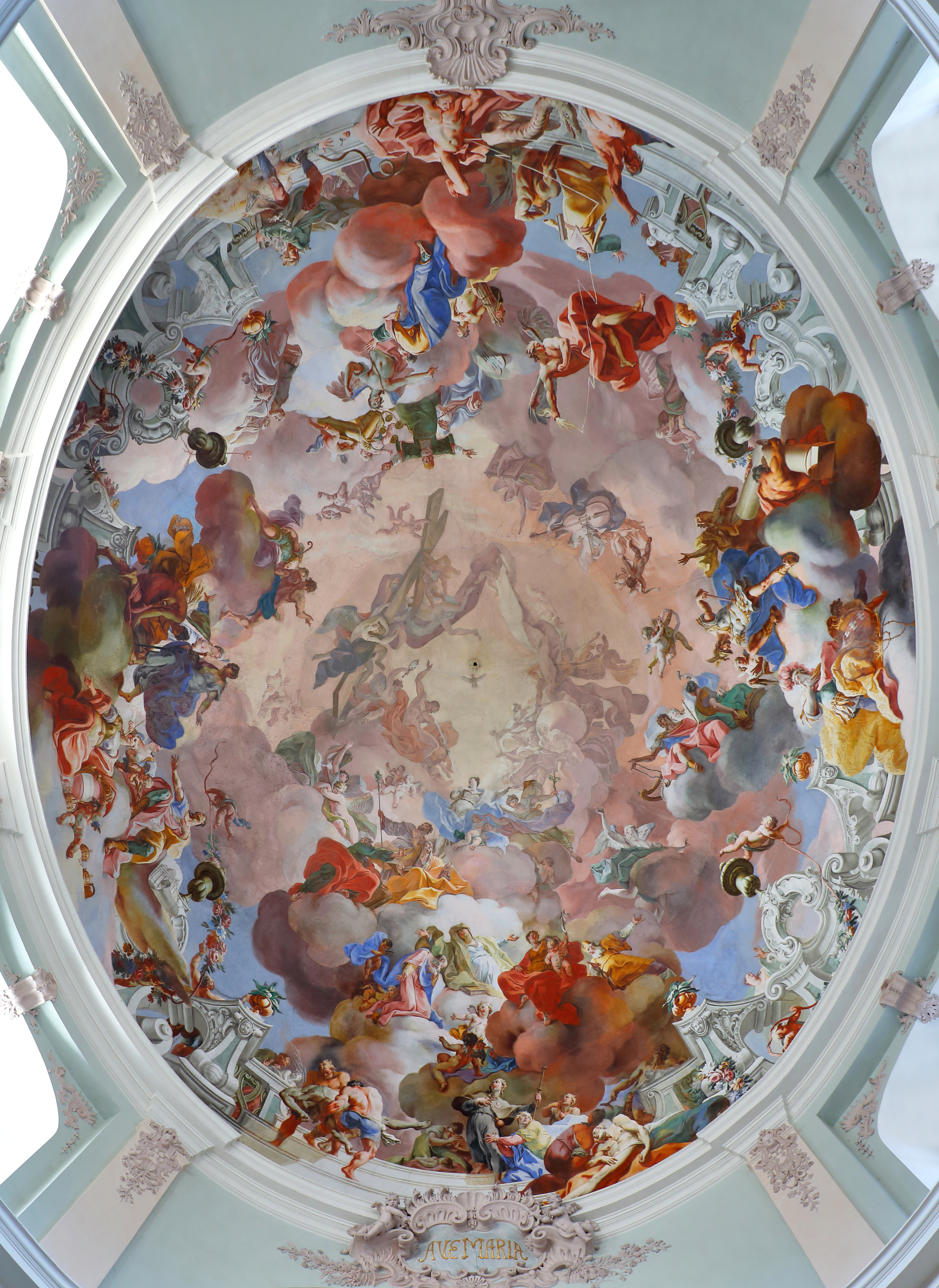
Kuppelfresko in der Wallfahrtskirche Hafnerberg; sein erstes großes eigenständiges Werk

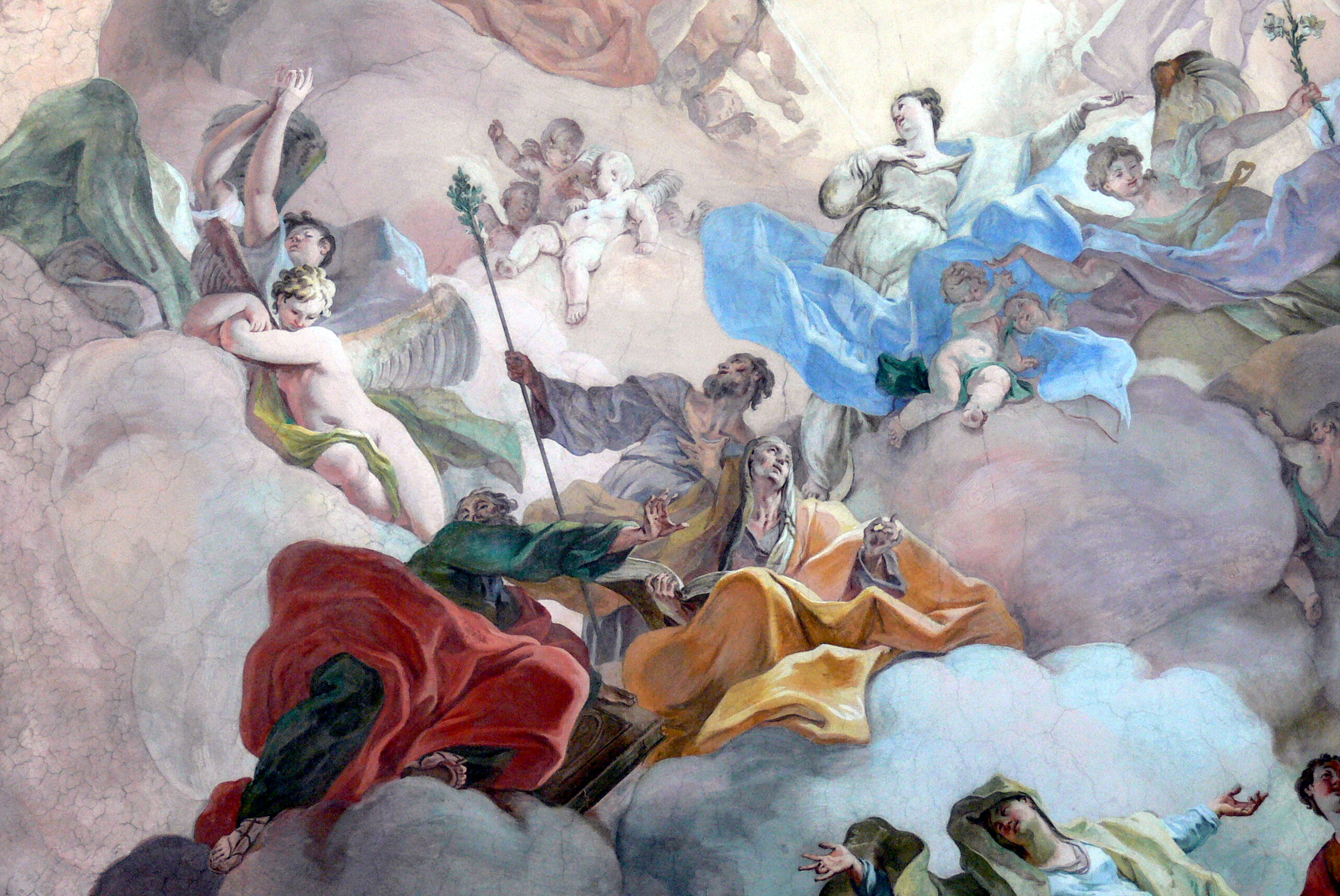
Ein Ausschnitt des Kuppelfresco in der Wallfahrtskirche Hafnerberg

Nach einer ersten Ausbildung in der Malerei durch seinen Vater Michael Ignaz Mildorfer (1690–1747) war Josef Ignaz Mildorfer neben Franz Anton Maulbertsch und Johann Wenzel Bergl einer der herausragendsten Schüler von Paul Troger. Er befasste sich zunächst überwiegend mit Ölmalerei und wurde bereits im Alter von 23 Jahren von der Wiener Akademie der Bildenden Künste für das Bild Kain, seinen Bruder Abel erschlagend mit einem ersten Preis ausgezeichnet. Dies führte zu seiner Anerkennung als Künstler, und nur ein Jahr später (1743) schuf er mit dem Kuppelfresko der Wallfahrtskirche Hafnerberg (Niederösterreich) eines seiner bedeutendsten Werke.
1751 wurde er zum Hofmaler der Herzogin Emanuela von Savoyen ernannt. Im selben Jahr erfolgte seine Berufung als Professor an die Akademie der Bildenden Künste in Wien, doch ein Steuervergehen führte 1756 zu seiner fristlosen Entlassung. 1759 wurde er Hofmaler der Prinzessin Maria Theresia von Liechtenstein. Danach verlagerte sich seine Tätigkeit überwiegend nach Mähren und Ungarn, wobei er jedoch nicht mehr in der Lage war, an seine früheren Leistungen anzuknüpfen.
Josef Ignaz Mildorfer war ab 1757 mit Franziska Wiedon, Tochter des k.k. Hofmalers Franz Josef Wiedon, verheiratet.
Trotz einer gnadenhalber Wiederanstellung durch die Akademie verstarb er 1775 in bitterer Armut.